# Karl Friedrich Dieck
Karl Friedrich Dieck (* 27. Juni 1798 in Calbe; † 25. Februar 1847 in Halle) war ein deutscher Jurist.

## Leben
Karl Friedrich Dieck wurde in Calbe am 27. Juni 1798 als Sohn eines Arztes geboren. Er besuchte ein Gymnasium zu Halberstadt und studierte anschließend in den Jahren 1816 bis 1820 an den Universitäten Halle, Berlin und Göttingen. An Erstgenannter promovierte er am 7. April 1821 zum Doktor der Rechtswissenschaft. Anschließend unterrichtete er dort als Privatdozent. 1823 und 1830 wurden ihm Stellen in Dorpat und Königsberg angeboten, die er jedoch ablehnte; am 7. Oktober 1826 wurde er außerordentlicher, am 7. März 1833 ordentlicher Professor der Rechte. Am 25. Februar 1847 verstarb er im Alter von 48 Jahren, immer noch in Halle.
Er war Mitglied der Hallenser Freimaurerloge Zu den drei Degen.

## Werke
- De crimine majestatis apud Romanos
- Historische Versuche über das Criminalrecht der Römer (1822)
- Das gemeine in Deutschland gültige Lehnrecht im Grundrisse mit beigefügten Quellen (1823)
- Geschichte, Alterthümer und Institutionen des deutschen Privatrechts im Grundrisse mit beigefügten Quellen (1826)
- Litterärgeschichte des Longobardischen Lehenrechts bis zum 14. Jahrhundert (1828)
- Beiträge zur Lehre von der Legitimation durch nachfolgende Ehe (1832)
- De tempore, quo jus feudale Longobardorum in Germaniam translatum ibique receptum sit (1843)